# Opcja amerykańska
Opcja amerykańska – opcja, która może zostać zrealizowana w dowolnym czasie przed upływem określonego terminu zwanego terminem wygaśnięcia.
Profil wypłaty dla opcji w momencie wykonania przedstawia się następująco:
{\displaystyle \max((S_{t}-K),0),} dla opcji kupna,
{\displaystyle \max((K-S_{t}),0),} dla opcji sprzedaży,
gdzie {\displaystyle K} jest ceną wykonania i {\displaystyle S_{t}} jest ceną instrumentu bazowego w momencie wykonania.